# Jan Mrázek (orientační běžec)
Jan Mrázek (* 4. července 1981 Praha) je bývalý český reprezentant v orientačním běhu. Mezi jeho největší úspěchy patří zlatá medaile ze štafet z juniorského mistrovství světa 2001 v Maďarsku. Svou závodní kariéru začal v roce 1995 ve SK Kotlářka Praha, poté závodil 9 let za OK Sparta Praha a nyní působí v oddíle Sportcentrum Jičín. Současně je členem švédského klubu OK Stora Tuna, za který startuje ve Skandinávii.
Kromě orientačního běhu se věnuje také trailu a skyrunningu, kde je jeho největším úspěchem 3. místo na MČR SkyMarathon v roce 2014.
Je otcem dvou dcer a syna.

## Sportovní kariéra

### Umístění na MS a ME
| Přehled úspěchů na Mistrovství světa | Přehled úspěchů na Mistrovství světa | Přehled úspěchů na Mistrovství světa | Přehled úspěchů na Mistrovství světa | Přehled úspěchů na Mistrovství světa |
| Mistrovství světa                    | Sprint                               | Middle                               | Long                                 | Štafety                              |
| ------------------------------------ | ------------------------------------ | ------------------------------------ | ------------------------------------ | ------------------------------------ |
| Olomouc 2008                         | 18. místo                            | X                                    | 24. místo                            | X                                    |
| Miskolc 2009                         | 36. místo                            | X                                    | 38. místo                            | X                                    |

| Přehled úspěchů na Mistrovství Evropy | Přehled úspěchů na Mistrovství Evropy | Přehled úspěchů na Mistrovství Evropy | Přehled úspěchů na Mistrovství Evropy | Přehled úspěchů na Mistrovství Evropy |
| Mistrovství Evropy                    | Sprint                                | Middle                                | Long                                  | Štafety                               |
| ------------------------------------- | ------------------------------------- | ------------------------------------- | ------------------------------------- | ------------------------------------- |
| Ventspils 2008                        | B25. místo                            | X                                     | 31. místo                             | X                                     |
| Primorsko 2010                        | 34. místo                             | 40. místo                             | X                                     | X                                     |
| Jeseník 2016                          | DISK                                  | X                                     | X                                     | X                                     |

### Umístění na MČR
| Umístění na Mistrovství České republiky v orientačním běhu | Umístění na Mistrovství České republiky v orientačním běhu | Umístění na Mistrovství České republiky v orientačním běhu | Umístění na Mistrovství České republiky v orientačním běhu | Umístění na Mistrovství České republiky v orientačním běhu | Umístění na Mistrovství České republiky v orientačním běhu | Umístění na Mistrovství České republiky v orientačním běhu | Umístění na Mistrovství České republiky v orientačním běhu | Umístění na Mistrovství České republiky v orientačním běhu | Umístění na Mistrovství České republiky v orientačním běhu | Umístění na Mistrovství České republiky v orientačním běhu | Umístění na Mistrovství České republiky v orientačním běhu |
| Ročník                                                     | Kategorie                                                  | Klasická                                                   | Krátká                                                     | Sprint                                                     | Dlouhá                                                     | Noční                                                      | Ranking                                                    | Členství v klubu                                           | Štafety                                                    | Kluby                                                      | Sprint. štafety                                            |
| ---------------------------------------------------------- | ---------------------------------------------------------- | ---------------------------------------------------------- | ---------------------------------------------------------- | ---------------------------------------------------------- | ---------------------------------------------------------- | ---------------------------------------------------------- | ---------------------------------------------------------- | ---------------------------------------------------------- | ---------------------------------------------------------- | ---------------------------------------------------------- | ---------------------------------------------------------- |
| MČR 1995                                                   | H16 – mladší dorostenci                                    | 27. místo                                                  | 13. místo                                                  |                                                            |                                                            |                                                            |                                                            | Oddíl OB Kotlářka                                          |                                                            |                                                            |                                                            |
| MČR 1995                                                   | H18 – starší dorostenci                                    |                                                            |                                                            |                                                            |                                                            | Oddíl OB Kotlářka                                          | 22. místo                                                  |                                                            |                                                            |                                                            |                                                            |
| MČR 1996                                                   | H16 – mladší dorostenci                                    | 14. místo                                                  | 5. místo                                                   |                                                            |                                                            | Oddíl OB Kotlářka                                          |                                                            |                                                            |                                                            |                                                            |                                                            |
| MČR 1996                                                   | H18 – starší dorostenci                                    |                                                            |                                                            |                                                            |                                                            | Oddíl OB Kotlářka                                          |                                                            | 3. místo                                                   |                                                            |                                                            |                                                            |
| MČR 1997                                                   | H16 – mladší dorostenci                                    | 12. místo                                                  | 2. místo                                                   |                                                            |                                                            | Oddíl OB Kotlářka                                          |                                                            |                                                            |                                                            |                                                            |                                                            |
| MČR 1997                                                   | H18 – starší dorostenci                                    |                                                            |                                                            | 6. místo                                                   |                                                            | Oddíl OB Kotlářka                                          | 5. místo                                                   | 3. místo                                                   |                                                            |                                                            |                                                            |
| MČR 1998                                                   | H18 – starší dorostenci                                    | 18. místo                                                  |                                                            | 15. místo                                                  |                                                            | Oddíl OB Kotlářka                                          | 5. místo                                                   | 3. místo                                                   |                                                            |                                                            |                                                            |
| MČR 1999                                                   | H18 – starší dorostenci                                    | 5. místo                                                   | disk                                                       | disk                                                       | 5. místo                                                   | 6. místo                                                   | 822. místo                                                 | Oddíl OB Kotlářka                                          | 3. místo                                                   | 2. místo                                                   |                                                            |
| MČR 2000                                                   | H20 – junioři                                              | 3. místo                                                   | 5. místo                                                   | 4. místo                                                   | 4. místo                                                   | 3. místo                                                   | 51. místo                                                  | Oddíl OB Kotlářka                                          |                                                            |                                                            |                                                            |
| MČR 2000                                                   | H21 – muži                                                 |                                                            |                                                            |                                                            |                                                            |                                                            |                                                            | Oddíl OB Kotlářka                                          |                                                            | 7. místo                                                   |                                                            |
| MČR 2001                                                   | H20 – junioři                                              | 3. místo                                                   | 3. místo                                                   | 1. místo                                                   | 4. místo                                                   |                                                            | 43. místo                                                  | Oddíl OB Kotlářka                                          |                                                            |                                                            |                                                            |
| MČR 2001                                                   | H21 – muži                                                 |                                                            |                                                            |                                                            |                                                            |                                                            |                                                            | Oddíl OB Kotlářka                                          | 16. místo                                                  | 8. místo                                                   |                                                            |
| MČR 2002                                                   | H21 – muži                                                 | 12. místo                                                  | 9. místo                                                   |                                                            | 3. místo                                                   | 22. místo                                                  | 12. místo                                                  | Oddíl OB Kotlářka                                          | 9. místo                                                   | 3. místo                                                   |                                                            |
| MČR 2003                                                   | H21 – muži                                                 |                                                            | 34. místo                                                  | 4. místo                                                   |                                                            |                                                            | 9. místo                                                   | Oddíl OB Kotlářka                                          |                                                            |                                                            |                                                            |
| MČR 2004                                                   | H21 – muži                                                 |                                                            | 46. místo                                                  | 6. místo                                                   |                                                            | 14. místo                                                  | 8. místo                                                   | OK Sparta Praha                                            |                                                            |                                                            |                                                            |
| MČR 2005                                                   | H21 – muži                                                 | 3. místo                                                   | 29. místo                                                  | 21. místo                                                  |                                                            |                                                            | 9. místo                                                   | OK Sparta Praha                                            | 10. místo                                                  | 9. místo                                                   |                                                            |
| MČR 2006                                                   | H21 – muži                                                 | 9. místo                                                   | 6. místo                                                   |                                                            |                                                            | 10. místo                                                  | 5. místo                                                   | OK Sparta Praha                                            | 5. místo                                                   | 8. místo                                                   |                                                            |
| MČR 2007                                                   | H21 – muži                                                 | 4. místo                                                   |                                                            | 4. místo                                                   | disk                                                       | 5. místo                                                   | 6. místo                                                   | OK Sparta Praha                                            | 8. místo                                                   | disk                                                       |                                                            |
| MČR 2008                                                   | H21 – muži                                                 | 5. místo                                                   | 13. místo                                                  | 13. místo                                                  | 4. místo                                                   |                                                            | 9. místo                                                   | OK Sparta Praha                                            | 12. místo                                                  | 7. místo                                                   |                                                            |
| MČR 2009                                                   | H21 – muži                                                 |                                                            | 12. místo                                                  | 4. místo                                                   |                                                            |                                                            | 10. místo                                                  | OK Sparta Praha                                            | 17. místo                                                  | 13. místo                                                  |                                                            |
| MČR 2010                                                   | H21 – muži                                                 | 22. místo                                                  | 21. místo                                                  | 1. místo                                                   |                                                            |                                                            | 11. místo                                                  | OK Sparta Praha                                            | 22. místo                                                  | 10. místo                                                  |                                                            |
| MČR 2011                                                   | H21 – muži                                                 |                                                            | 11. místo                                                  | 5. místo                                                   |                                                            |                                                            | 9. místo                                                   | OK Sparta Praha                                            | 17. místo                                                  | 12. místo                                                  |                                                            |
| MČR 2012                                                   | H21 – muži                                                 | 8. místo                                                   | 26. místo                                                  | disk                                                       | 4. místo                                                   | 12. místo                                                  | OK Sparta Praha                                            |                                                            | 27. místo                                                  |                                                            |                                                            |
| MČR 2013                                                   | H21 – muži                                                 |                                                            | 18. místo                                                  | 8. místo                                                   | 27. místo                                                  | 10. místo                                                  | Sportcentrum Jičín                                         | 3. místo                                                   | 2. místo                                                   |                                                            |                                                            |
| MČR 2014                                                   | H21 – muži                                                 | 16. místo                                                  | 54. místo                                                  | 11. místo                                                  |                                                            | 16. místo                                                  | Sportcentrum Jičín                                         | 5. místo                                                   | 11. místo                                                  | 8. místo                                                   |                                                            |
| MČR 2015                                                   | H21 – muži                                                 | 38. místo                                                  | 62. místo                                                  | 4. místo                                                   |                                                            | 19. místo                                                  | Sportcentrum Jičín                                         | 16. místo                                                  | 9. místo                                                   | 5. místo                                                   |                                                            |
| MČR 2016                                                   | H21 – muži                                                 | 8. místo                                                   | 51. místo                                                  | 7. místo                                                   |                                                            | 15. místo                                                  | Sportcentrum Jičín                                         | 19. místo                                                  | 11. místo                                                  | 27. místo                                                  |                                                            |
| MČR 2017                                                   | H21 – muži                                                 | 9. místo                                                   | 19. místo                                                  | 11. místo                                                  |                                                            | 17. místo                                                  | Sportcentrum Jičín                                         |                                                            | 20. místo                                                  | disk                                                       |                                                            |
| MČR 2018                                                   | H21 – muži                                                 |                                                            |                                                            | 15. místo                                                  |                                                            | 51. místo                                                  | Sportcentrum Jičín                                         |                                                            |                                                            |                                                            |                                                            |
| MČR 2019                                                   | H21 – muži                                                 | 15. místo                                                  | 26. místo                                                  | 10. místo                                                  |                                                            | 15. místo                                                  | Sportcentrum Jičín                                         | 17. místo                                                  | 13. místo                                                  |                                                            |                                                            |
| MČR 2020                                                   | H21 – muži                                                 |                                                            | 21. místo                                                  | 10. místo                                                  |                                                            | 15. místo                                                  | Sportcentrum Jičín                                         |                                                            |                                                            |                                                            |                                                            |